# Pozo Colorado
Pozo Colorado este un oraș din departamentul Presidente Hayes, Paraguay.